# Universidade de Augsburgo

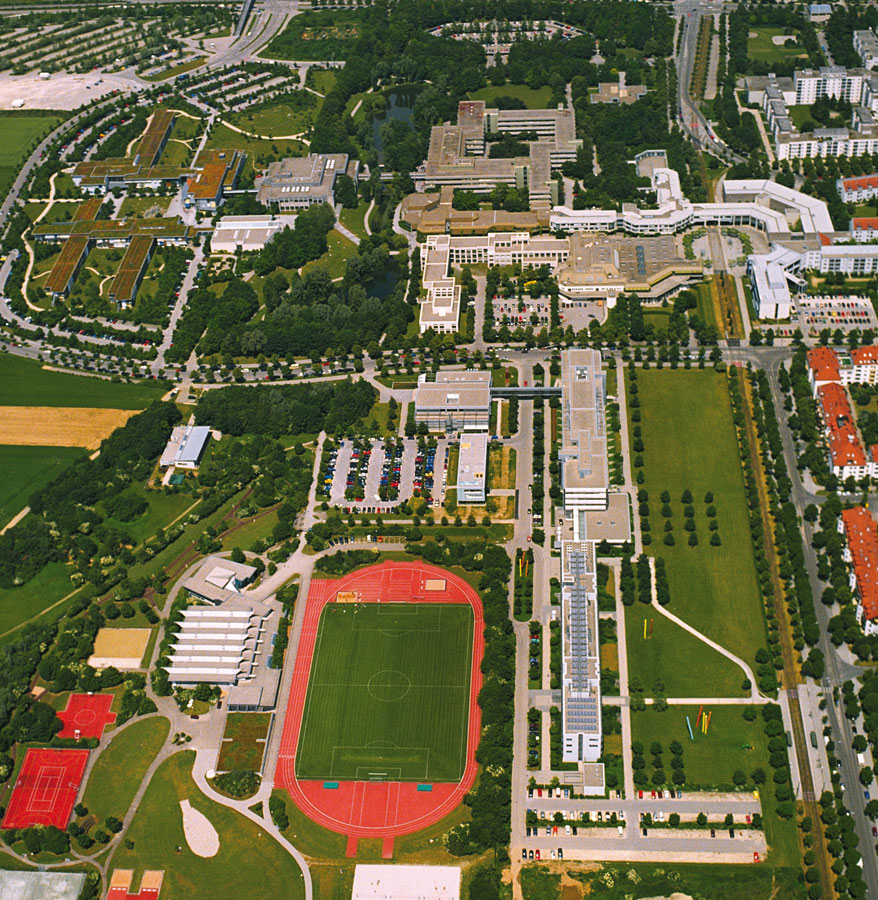
Vista aérea sobre o campus da universidade

A Universidade de Augsburgo ou de Ausburgo (em alemão: Universität Augsburg) é uma instituição de ensino superior alemã. Fundada em 1970, possui sete faculdades e seu campus encontra-se no Augsburger Universitätsviertel, dentro da cidade de Augsburgo.
A Universidade é considerada relativamente jovem e possui aproximadamente 15.000 estudantes. Cerca de 14% de seus estudantes vêm de países estrangeiros, um percentual considerado bem alto se comparado a outras universidades alemãs.

## Organização
Existem 7 faculdades nas quais a universidade é dividida:
- Faculdade de Economia e Negócios (fundada em 1970)
- Faculdade de Direito (fundada em 1971)
- Faculdade de Teologia Católica (fundada em 1971)
- Faculdade de Filosofia e Ciências Sociais (fundada em 1972)
- Faculdade de História e Filologia (fundada em 1972)
- Faculdade de Matemática e Ciências Naturais (fundada em 1981)
- Faculdade de Ciência da Computação Aplicada (fundada em 2003)

## História

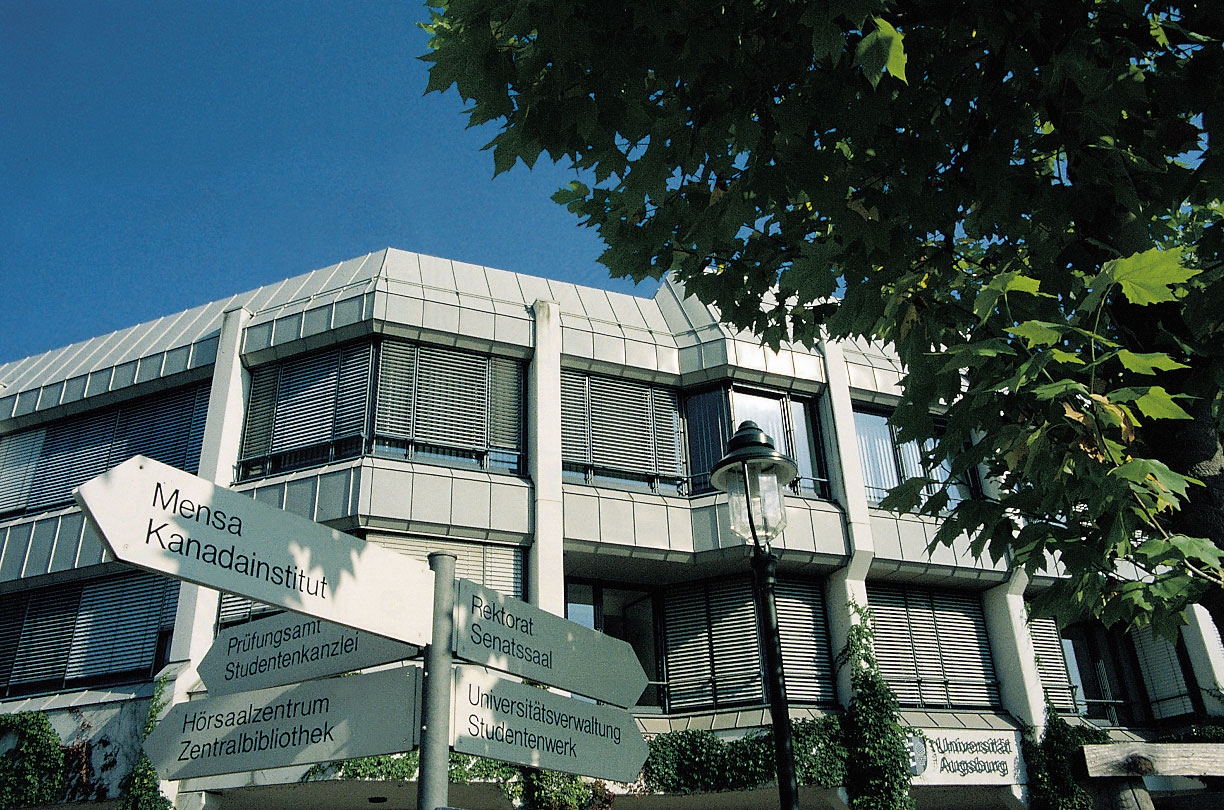
Novo prédio da reitoria da Universidade de Augsburgo (1984)

A Universidade de Augsburgo foi fundada em 1970. É uma das universidades novas e modernas da Bavária e com aproximadamente 18 mil alunos (em outubro de 2012). A universidade atrai alunos de muito além de sua área de influência imediata. Cerca de 20% dos alunos alemães vêm de fora da Bavária, e em 14% a participação de estudantes estrangeiros é maior do que em universidades comparáveis.
A universidade tem parceria com as Universidades de Pittsburgh (EUA), Osijek (Croácia) e Iaşi (Romênia) e a Universidade de Humanidades do Extremo Oriente que fica localizada em Khabarovsk, Rússia. Tem acordos de cooperação com mais de quarenta universidades na Europa, Ásia, África do Sul, América do Norte e América Latina.

## Biblioteca da Universidade
A biblioteca da Universidade de Augsburgo consiste da biblioteca central, além de bibliotecas para ciências sociais, humanas e naturais. Foi fundada juntamente com a universidade em 1969 e a princípio ficava situada na residência ducal (Fronhof). Em 1970, foi mudada para o campus da velha universidade na Memminger Straße. A nova biblioteca central no campus atual ao sul de Augsburgo abriu em 1984.